# Steenbergen
Steenbergen este o comună și o localitate în provincia Brabantul de Nord, Țările de Jos.

## Localități componente
- Steenbergen (12.440 loc.)
- Dinteloord (5.680 loc.)
- Nieuw-Vossemeer (2.400 loc.)
- Kruisland (2.340 loc.)
- De Heen (580 loc.)